# Powellinia pictivaria
Powellinia pictivaria är en fjärilsart som beskrevs av Emilio Berio 1962. Powellinia pictivaria ingår i släktet Powellinia och familjen nattflyn. Inga underarter finns listade i Catalogue of Life.